# Karnevalen på Trinidad

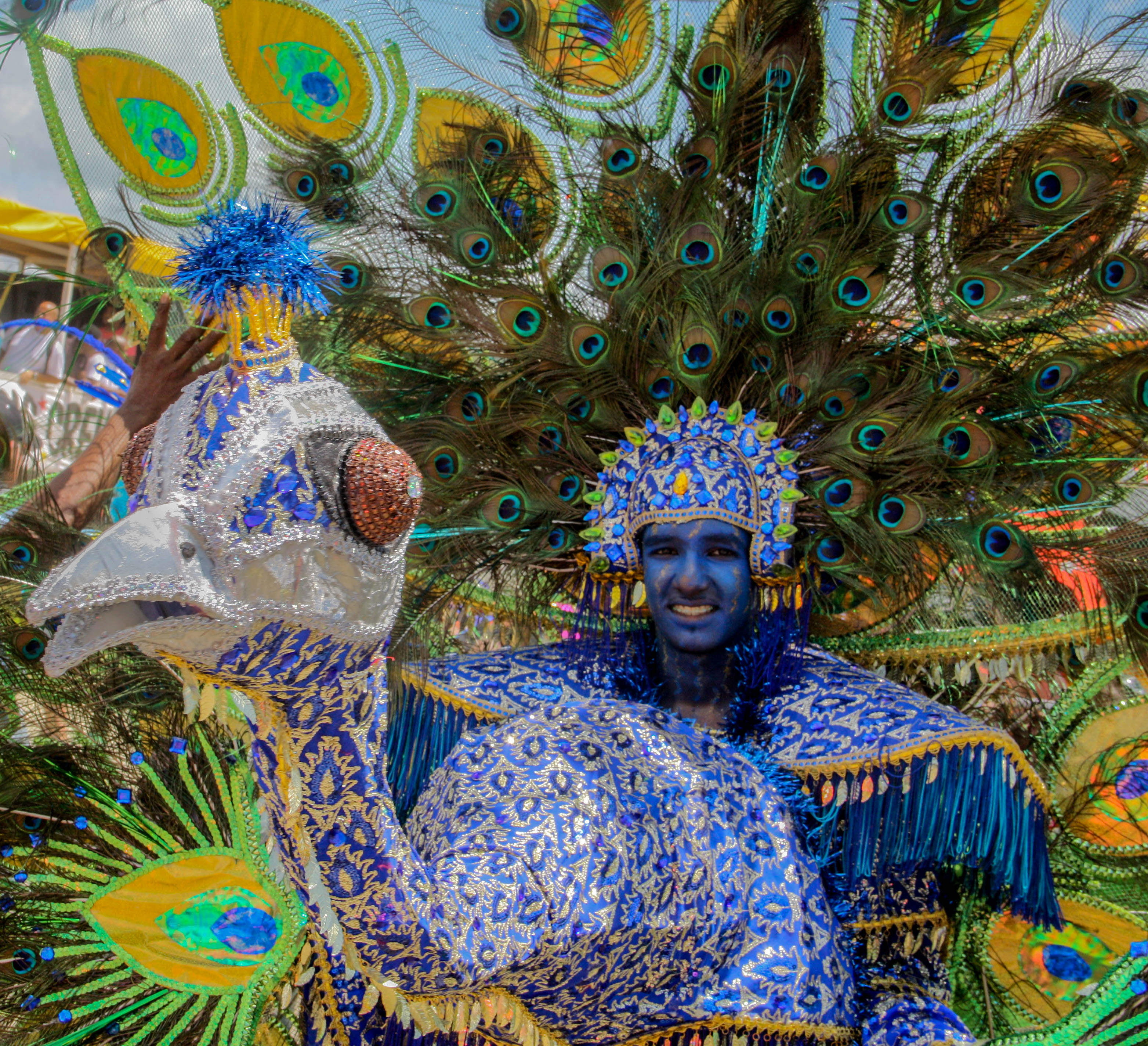
Karnevalen på Trinidad

Karnevalen på Trinidad är en av de största i världen och har inspirerat till liknande karnevaler i många länder. Den äger rum varje år dagarna före askonsdagen, alltså dagarna före fastetiden, främst i huvudstaden Port of Spain och i San Fernando. Karnevalens historia går tillbaka till slutet av 1700-talet då många fransmän eller kreoler flyttade till Trinidad, men dagens karneval skiljer sig radikalt från den ursprungliga. Tre huvudinslag idag är calypso, steelband och maskeradtåg.

## Ursprung
På 1780- och 1790-talen, i spåren av franska revolutionen, flyttade många franska plantageägare med slavar till den spanska kolonin Trinidad från Louisiana och från franska öar i Västindien. De förde med sig traditionen att låta tiden mellan jul och fastlag vara en tid med eleganta fester, maskeradbaler, konserter och fyrverkerier. Man promenerade i staden. Festandet var enbart för den vita och den fria färgade befolkningen. De svarta slavarna hade sina egna fester, bland annat skördefesten canboulay (efter franska cannes brulées, brända sockerrör) med trummor, sång och dans. Man bildade sällskap, ”regementen”, som ägnade sig åt musik, dans och andra nöjen. Sällskapen var hierarkiskt uppbyggda med ”kung”, ”drottning”, ”överste”, ”amiral” etc. I sina ceremonier blandade man kristna ritualer med sådana som kom från Afrika, delvis för att parodiera sina vita herrar.
Trinidad blev en brittisk koloni 1797. Slaveriet avskaffades på 1830-talet och karnevalsfirandet ändrade nu radikalt karaktär. De fria slavarna tog över festandet på gatorna med trummor, rytmisk musik, sånger, lössläppta danser och calinda - formaliserade strider/tävlingar med käppar. De styrande i samhället såg med oro på det kaotiska firandet och försökte förgäves genom åren att begränsa och kontrollera skeendet. Maskeringsförbud infördes några gånger. Afrikanska trummor förbjöds men ersattes med andra improviserade rytminstrument. Karnevalen levde vidare som en fest för den afrikanska befolkningen på Trinidad även om formerna skiftade genom åren.

## Calypso
Calypso utvecklades ur calinda-musiken på 1800-talet. Sångerna kunde på ett mer eller mindre öppet sätt driva med slavägarna. Från början ackompanjerades sångaren av slaginstrument, senare tillkom melodiinstrument. På 1900-talet blev i stället samhällssatiren en viktig ingrediens. Tävlingar mellan calypsonians, calypsosångare, var och är populära. Calypso blev tidigt ett viktigt inslag i karnevalsfirandet.

## Steelband
Steel pan slog igenom stort åren efter Andra världskriget. Instrumentet hade sitt ursprung i Port of Spains fattigkvarter. Steelband med mer än hundratalet deltagare bildades. Det utvecklades en stark identifikation med det egna bandet som påminde om fotbollssupportrars och -huliganers engagemang. Banden kunde ha namn som Desperadoes och Renegades. De hade en aura av farlighet och ibland förekom våld mellan dem.

## Den moderna karnevalen

Karnevalståg
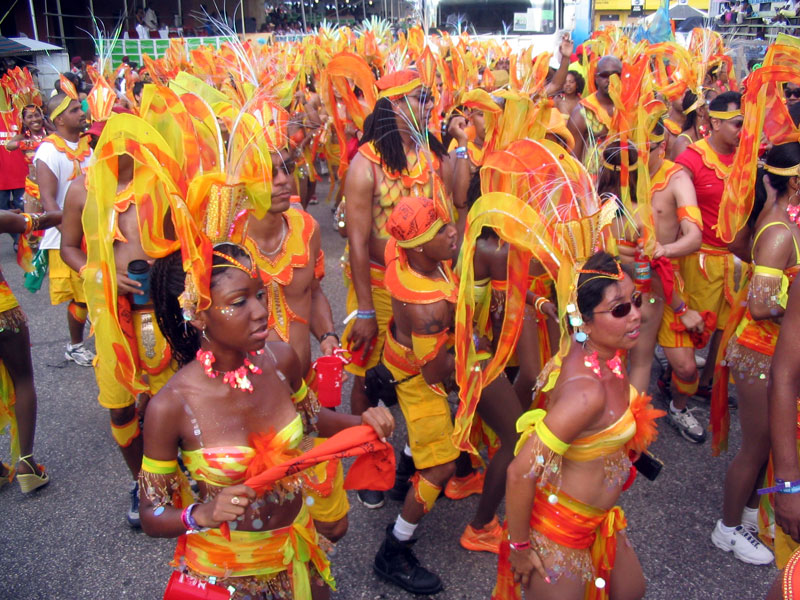
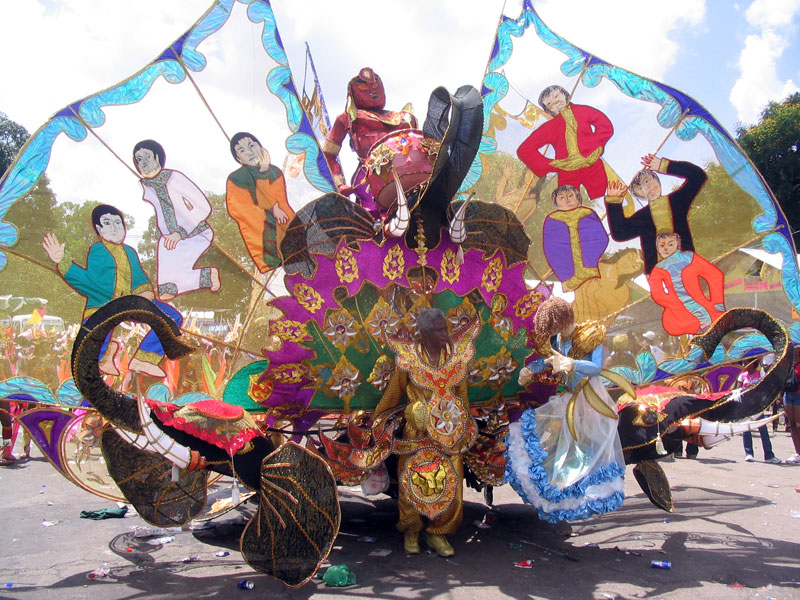
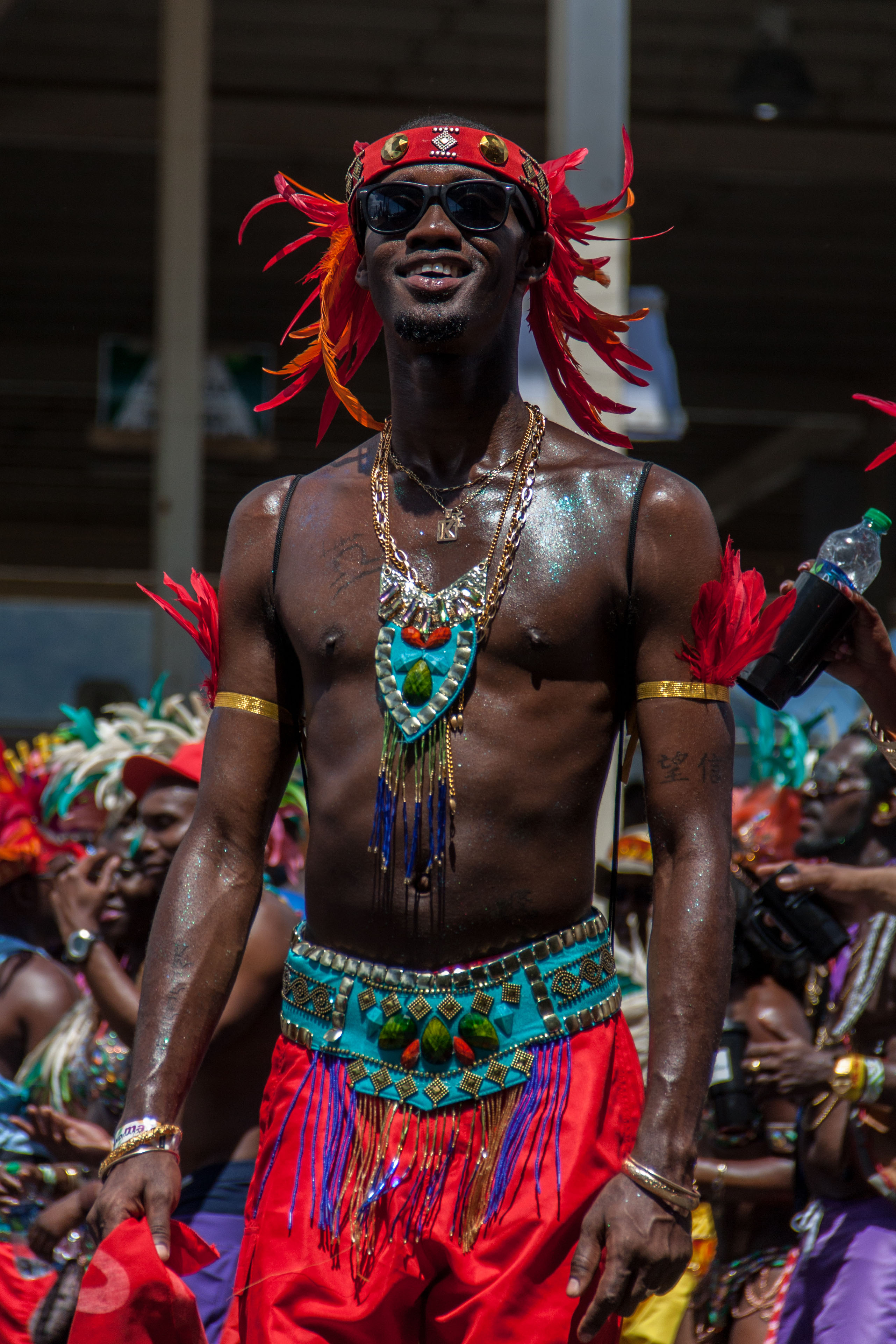
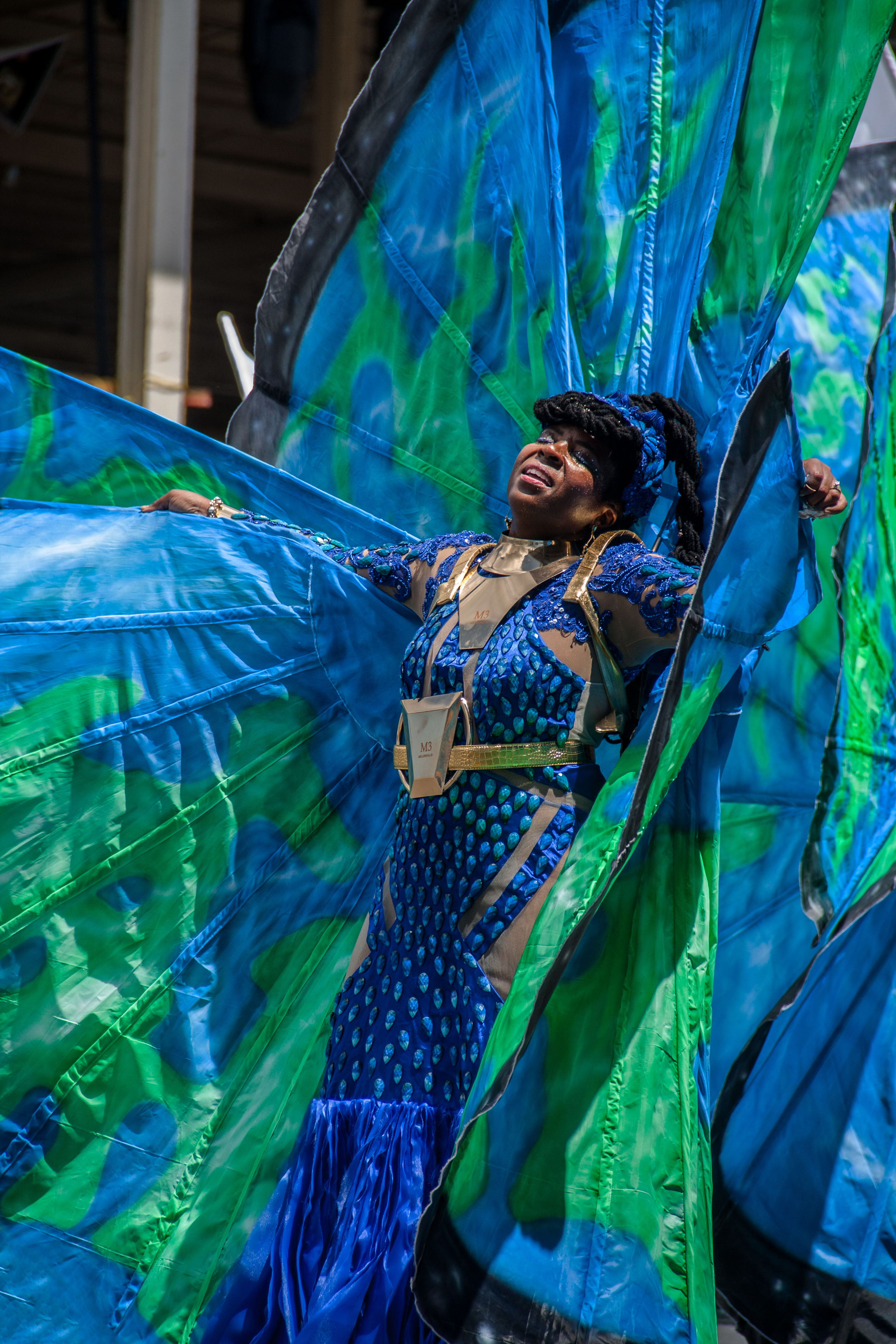

Trinidad och Tobago blev en självständig stat 1962. Befolkningen bestod till cirka fyrtio procent av svarta, något färre med indiskt ursprung och resten hade blandat ursprung. Karnevalen var sedan lång tid allmänt accepterad men var länge främst en angelägenhet för de svarta. Från och med 1960-talet har alla befolkningsskikt och grupper i samhället kommit att engagera sig i firandet, liksom många tillresta från övriga Västindien, USA, Kanada och Europa.
Karnevalen pågick tidigare ”egentligen” bara måndag och tisdag före askonsdagen, men är sedan länge något som präglar Trinidad flera månader varje år. De olika maskeradbandens teman presenteras redan i september och dräkter ska sys upp. Calypsosångare skriver sånger speciellt för karnevalen. Det gäller att förbereda sig för de många tävlingar ingår i firandet. Sedan 1957 finns en organisation, The National Carnival Commission (NCC), som reglerar, stödjer och samordnar aktiviteterna. NCC listar på sin hemsida ett otal tävlingsgrenar och klasser, allt från Junior Queen of Carnival till Road March.
Veckan före karnevalen har man uttagningstävlingar eller delfinaler. Finalerna äger sedan oftast rum redan på lördagen eller söndagen för att inte kollidera med karnevalstågen på måndagen och tisdagen. Då har man också en särskild barnkarneval. Karnevalens centrala plats är Queen’s Park Savannah, ett stort öppet fält i Port of Spain. Här avgörs Panorama, tävlingen för steelband, och här utses Calypso Monarch, den bästa calypsosångaren. Här avgörs också vem som ska bli Carnival King och Carnival Queen, de mest överdådigt klädda deltagarna i karnevalstågen. Scenen på The Savannah är enorm och det är även kungarnas och drottningarnas kreationer. NCC bestämmer vilken väg karnevalstågen ska gå i Port of Spain men man passerar alltid Queen’s Park Savannah.

## J’Ouvert

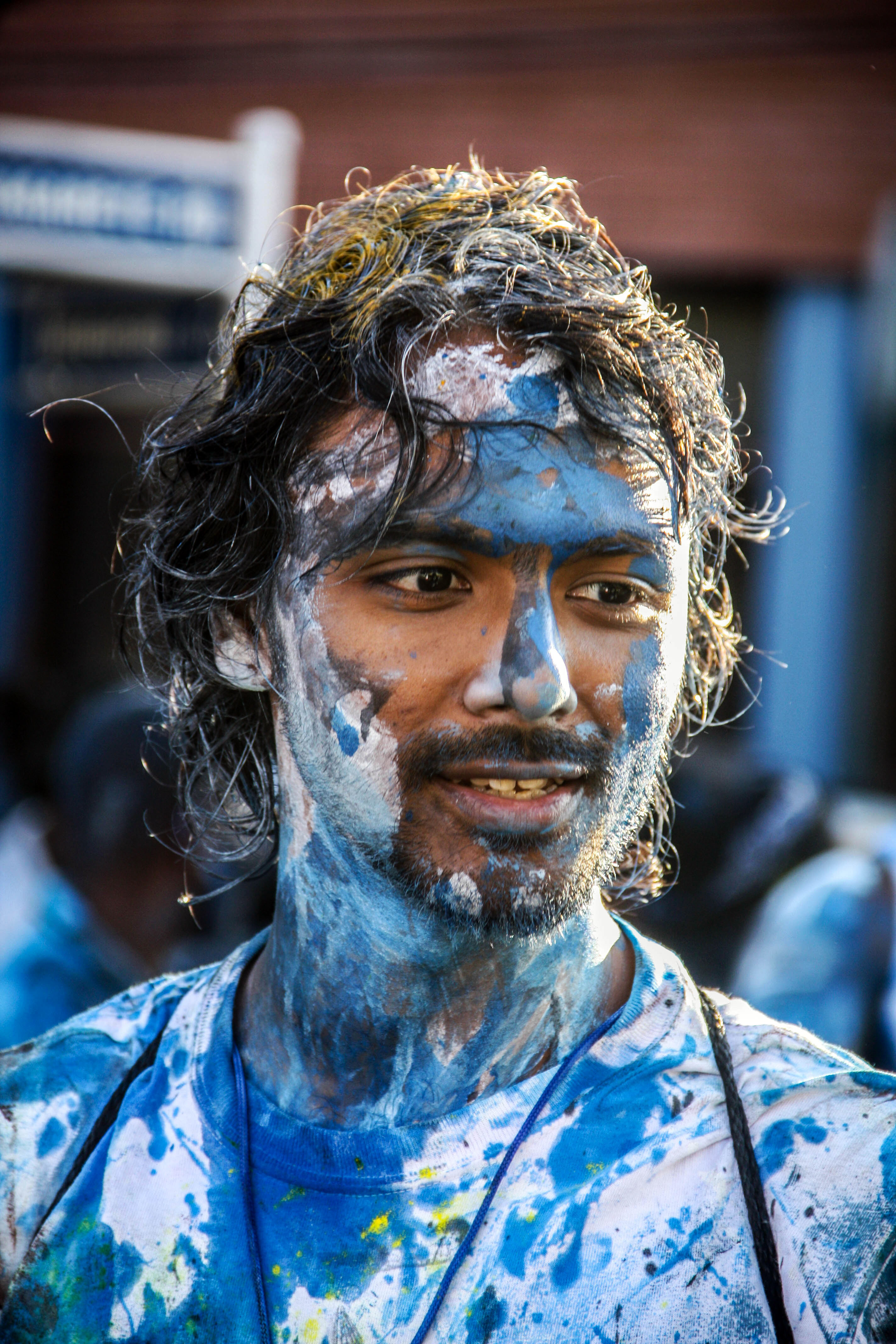
J'Ouvert

Strax efter midnatt på måndagen startar J’Ouvert. Detta är det kaotiska firande som mest liknar det festande som förekom redan på 1830-talet, sedan de tidigare slavarna tagit över karnevalen. Musiken är hög, klädseln minimal. Man smetar in sig med lera, olja och färg, dansar och dricker rom och öl. När dagen gryr, framåt sex-sjutiden, lommar man hemåt för att vila ut så att man ska orka deltaga i pretty mas, alltså de mer välordnade karnevalstågen på måndagen och tisdagen. J’Ouvert förekommer över hela Trinidad, även i småstäder och byar, till skillnad från pretty mas som mest är en angelägenhet för Port of Spain, San Fernando och andra större städer.

## Karnevalståg
Måndagens karnevalståg kan ses som en förövning inför tisdagen. Stämningen är mer avspänd, eftersom banden inte tävlar mot varandra. Det är inte heller fullt så stor trängsel. Reglerna säger att det band som vill ställa upp i tisdagens tävlande, även måste delta i måndagens tåg. Marschvägen är den samma, cirka fem kilometer, bland annat förbi scenen på The Savannah. Man sparar ofta sina mer extravaganta kläder till tisdagen. På tisdagen finns domare längs marschvägen som bedömer banden utifrån olika kriterier. 
Man marscherar, eller rättare dansar, till ackompanjemang av steelband och calypsomusik men framför allt till soca. Till skillnad från andra karnevaler välkomnas turister och helt otränade amatörer till banden. Man behöver inte lära sig särskilda danssteg, det räcker att hålla rytmen, skaka loss och ha roligt.
Varje karnevalsband har valt ett särskilt tema för sina kungar, drottningar och vanliga deltagare. Det kan vara hämtat från historien, mytologin eller modern folklore. 2018 års Carnival King hade som tema ”Death And The Maiden” medan årets Carnival Queen porträtterade ”Lilith – Mistress Of The Eternally Damned”. Deltagarna har beställt sina dräkter långt i förväg och sedan gjort individuella anpassningar. Dräkterna kan kosta en förmögenhet eller vara synnerligen enkla, till exempel bara en bikini och glitterspray.
Kvinnorna har alltmer tagit över karnevalstågen och utgör nu en stor majoritet av deltagarna. Det finns också allt fler kvinnliga calypsosångare och steel pan-spelare men här är männen fortfarande i majoritet.

## Summering
Karnevalen på Trinidad förändras varje år. Gamla moment försvinner, nya tillkommer. Det är en fest som berör alla på ön. Det finns större karnevaler men knappast någon som aktivt involverar en så stor del av befolkningen. Av landets cirka 1,3 miljoner invånare är mer än 100 000 direkt engagerade. Dessutom kommer varje år stora skaror från utlandet just på grund av karnevalen. Trinidad-karnevalen har lett till att liknande evenemang har startats i London, New York, Toronto och i Västindien, karnevaler som sedan har utvecklats åt olika håll.